# Collins Rock
Der Collins Rock ist eine flache Felseninsel im Archipel der Windmill-Inseln vor der Budd-Küste des ostantarktischen Wilkeslands. Sie liegt auf der Südseite der Einfahrt zur McGrady Cove, einer Nebenbucht der Newcomb Bay.
Kartiert wurde die Insel anhand von Luftaufnahmen der US-amerikanischen Operation Highjump (1946–1947) vom Februar 1947. 1957 nahm die Mannschaft des Eisbrechers USS Glacier eine Vermessung vor. Die Benennung erfolgte auf Vorschlag des Navigators dieses Eisbrechers, Leutnant Robert Carl Newcomb (1926–2008). Namensgeber ist der Maschinist der USS Glacier,  Frederick A. Collins, der dem Vermessungsteam angehörte.